# Battaglia di Tughlaqabad
La battaglia di Ṭughlāqābād (anche conosciuta come battaglia di Delhi) è stata una celebre battaglia combattuta il 7 ottobre 1556 a Ṭughlāqābād, vicino a Delhi; si scontrarono Hemchandra Vikramaditya, anche noto come Hemu, e le forze dei Moghul guidate da Tardī Beg Khān.
La battaglia si concluse con la vittoria di Hemchandra, che si impossessò di Delhi e si fece proclamare sovrano col titolo regale di Raja Vikramaditya. Dal canto suo, in seguito al suo fallimento, Tardī Beg fu giustiziato da Bayram Khān, che era reggente per conto di Akbar.
I due eserciti si scontrarono ancora il mese successivo a Panipat, nella battaglia che porta il suo nome e il risultato della battaglia fu invertito.

## Contesto storico

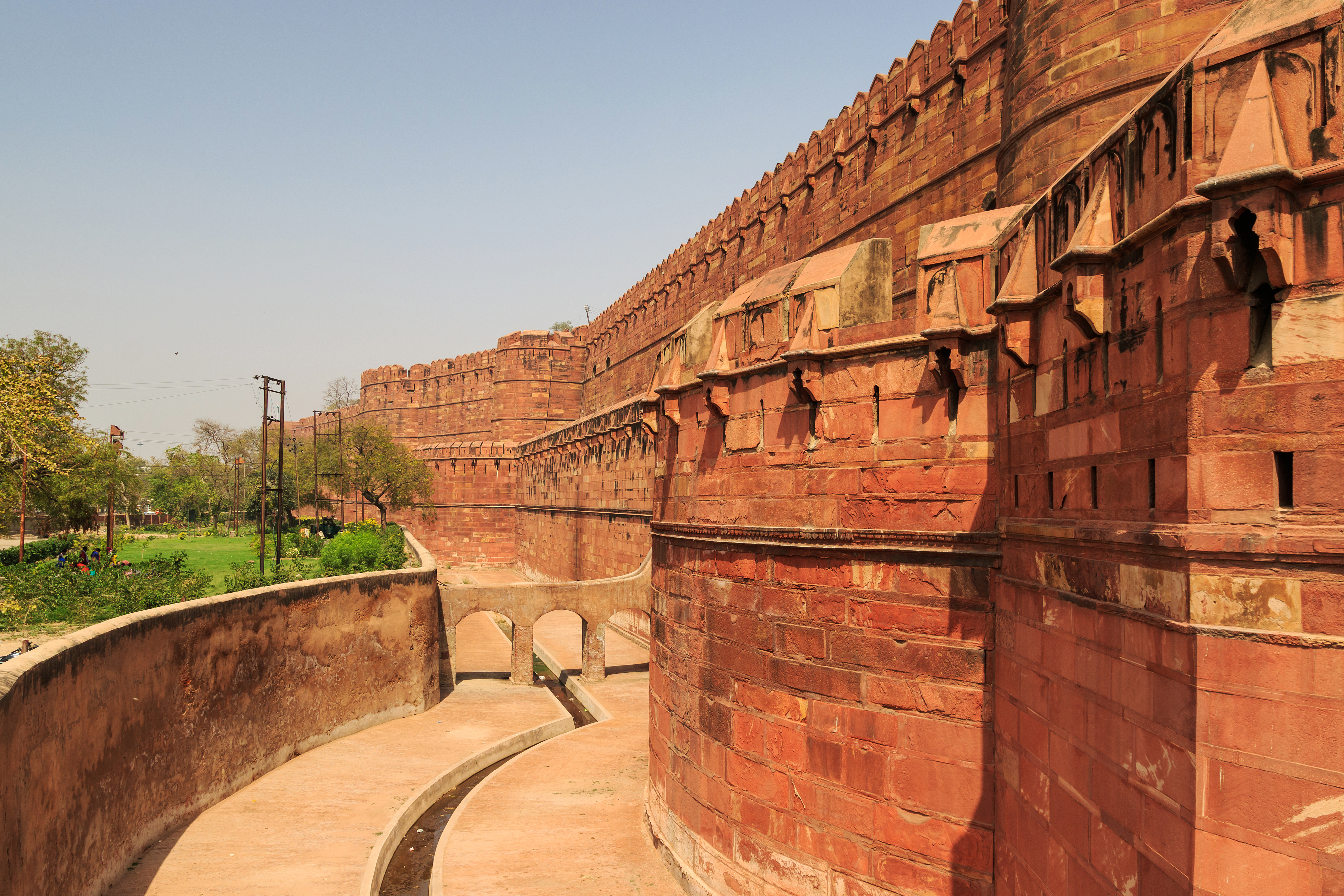
Il forte rosso di Agra, poi conquistato da Hemu, prima del suo attacco a Delhi.

Fin dai tempi del Sultanato di Delhi, la città di Delhi aveva ottenuto la reputazione di centro politico dell'India. Nessun sovrano poteva effettivamente essere considerato il vero detentore del potere fintanto che non avesse avuto sotto controllo anche Delhi.
Bābur, il fondatore della dinastia Moghul, la chiamava "la capitale di tutto l'Hindustan"; il suo figlio e successore, Humāyūn, costruì il suo Purana Qila proprio nella periferia della città. Humāyūn, però, perse la sua eredità sultanale quando fu cacciato dall'India da Shēr Shāh Sūrī, che fondò la dinastia Sūrī nel 1540. Delhi e Agra caddero nelle mani di Shēr Shāh, che razziò il Purana Qila e costruì la sua nuova capitale di Shērshāhābād, sullo stesso sito.
Shēr Shāh morì poco dopo, nel 1545, a Kalinjar. Gli succedette il figlio minore, Islām Shāh Sūrī, che fu un sovrano capace. Dopo la sua morte, avvenuta nel 1553, l'Impero Sūrī fu destabilizzato da un susseguirsi di tensioni interne e di battaglie, oltre che dalla ribellione e dalla secessione delle sue stesse province. Humāyūn approfittò di questa situazione di discordia per riconquistare ciò che gli era stato tolto: il 23 luglio del 1555, i Moghul sconfissero Sikandar Shāh Sūrī e riconquistarono il controllo di Delhi e di Agra.
Il successore legittimo di Islām Shāh Sūrī, il figlio dodicenne Fīrūz Shāh Sūrī era stato assassinato dallo zio materno, che era quindi salito al potere con il nome di ʿĀdil Shāh Sūrī, più interessato alla ricerca del proprio piacere personale che agli affari di Stato. Questi erano lasciati in larga parte a Hemu, un Hindu di Rewari, che era nato in un contesto umile ma che era stato in grado di diventare sia il Primo ministro di ʿĀdil Shāh sia il generale dell'esercito dei Sūrī. Egli si trovava in Bengala quando Humāyūn morì il 26 gennaio 1556. La morte dell'Imperatore dei Moghul creava una situazione ideale per sconfiggere la loro dinastia e riottenere i territori perduti.

## Preludio
Hemu condusse una rapida marcia a partire dalle province più orientali e cacciò i Moghul da Bayana, Etawah, Sambhal, Kalpi e Narnaul. Ad Agra, il governatore evacuò la città e si arrese senza neppure combattere, dopo aver sentito dell'esercito d'invasione che stava giungendo con Hemu.
Il governatore di Delhi, Tardī Beg Khān, scrisse ai suoi superiori, che erano accampati a Jalandhar, che Hemu era riuscito a riprendere Agra e che aveva intenzione di conquistare Delhi ma che non sarebbe stato possibile resistere e difendere la città senza ulteriori rinforzi. Il corpo principale dell'esercito non poteva però essere diviso e mandato in aiuto a Delhi, per via della presenza in armi di Sikandar Shāh Sūrī: Bayram Khān si rese conto della tragicità della situazione e inviò il suò luogotenente più competente, Pīr Muḥammad Sarwānī, a Delhi. Nel frattempo, aveva anche ordinato a tutti i nobili moghul dei dintorni di inviare ogni possibile rinforzo a Delhi. Fu convocato un consiglio di guerra, nel quale si decise che i Moghul avrebbero affrontato Hemu e si pianificò la relativa strategia.
Hemu raggiunse Ṭughlāqābād, un villaggio subito fuori da Delhi in cui il primo Sultano Ṭughlāq di Delhi, Ghiyāth al-Dīn aveva fatto costruire un forte a difesa della capitale del Sultanato, e lì si trovò faccia a faccia con le forze di Tardī Beg Khān.

## Battaglia
Sulla base di ciò che dice lo storico ʿAbd al-Qādir Badayūnī, le forze di Hemu includevano 1 000 elefanti, 50 000 cavalli, 51 cannoni e 500 falconetti. I Moghul erano capitanati da Tardī Beg, che stava al centro; Iskandar Beg guidava l'ala sinistra e Haydar Muḥammad quella destra. ʿAbd Allāh Uzbek era a capo dell'avanguardia, che includeva anche la cavalleria.
I Moghul erano circa nello stesso numero degli avversari, dunque si preannunciava uno scontro con armi alla pari. L'esercito dei Moghul riuscì a respingere gli avversari, allontanandoli così tanto gli uni dagli altri che agli uomini di Tardī Beg sembrò di aver vinto la battaglia quel giorno; questi quindi si concentrarono sul razziare l'accampamento dei nemici. Hemu, però, aveva tenuto di riserva 300 dei suoi migliori elefanti e la cavalleria. Quando vide l'occasione giusta, ordinò improvvisamente di caricare i Moghul, la cui difesa era diventata poco solida. Il suo attacco fu ulteriormente rafforzato dall'arrivo provvidenziale di nuovi rinforzi da Alwar, sotto il comando di Ḥājjī Khān. Vedendo arrivare improvvisamente verso di loro gli elefanti e la cavalleria, molti ufficiali dei Moghul fuggirono terrorizzati. la loro capitolazione in quel momento cruciale determinò il risultato della battaglia: pensare di resistere non era più possibile, tanto che Tardi Beg stesso si ritirò.
Quando i Moghul che pensavano di aver vinto (l'avanguardia e l'ala sinistra) tornarono indietro dopo il saccheggio, si resero conto che la battaglia era invece ormai persa e si dileguarono senza neppure combattere. Gli Afghani avevano vinto e Hemu decise di non inseguire i Moghul in fuga; entrò in possesso di Delhi il 7 ottobre 1556, dopo un solo giorno di battaglia.

## Dopo la battaglia

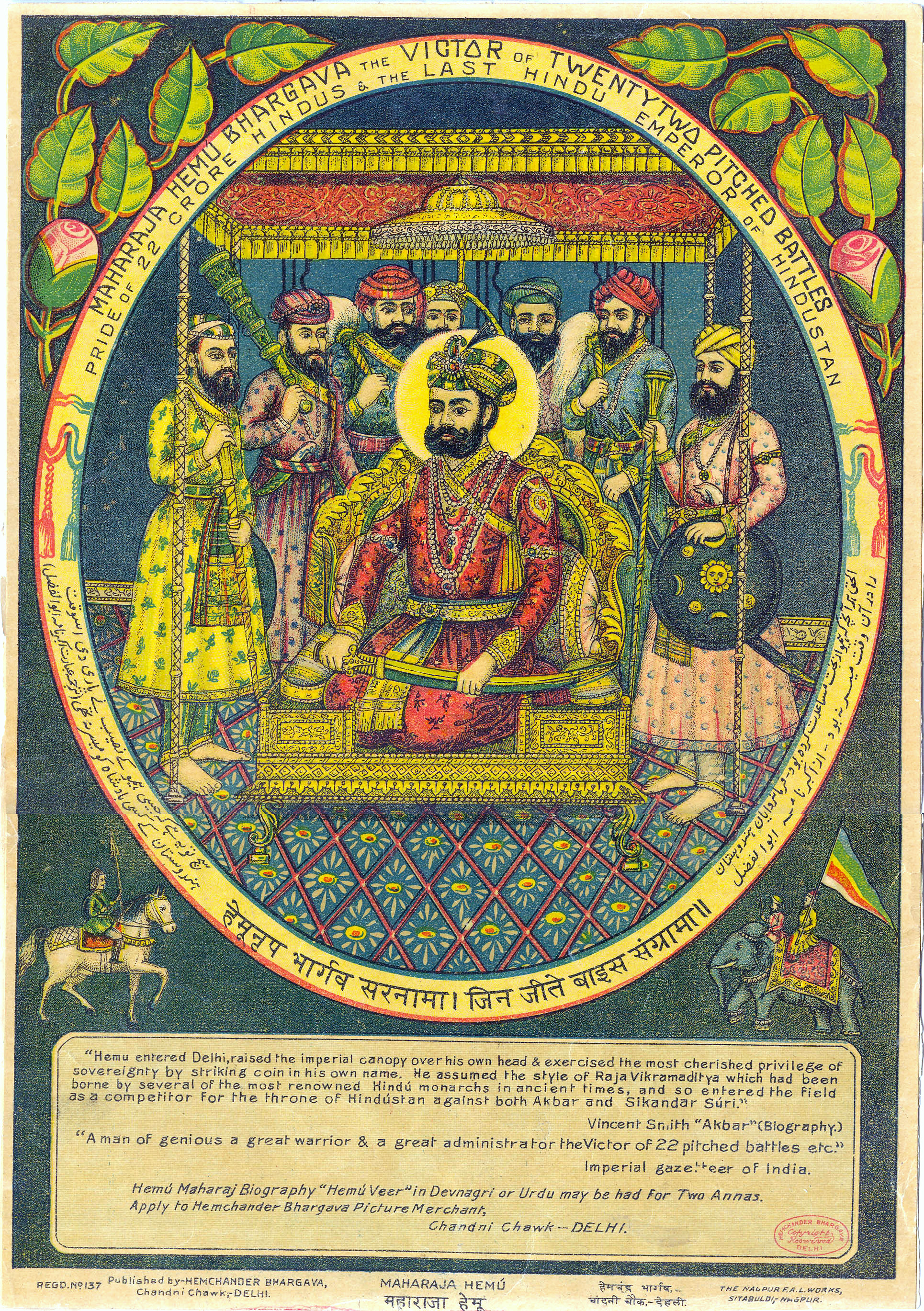
Ritratto di Hem Chandra Vikramaditya

Dopo aver ottenuto il controllo di Delhi, Hem Chandra dichiarò la nascita del proprio regno e assunse il titolo di Vikramaditya (o Bikramjit), un appellativo usato da alcuni re Hindu del passato.  Il suo regno non ebbe però lunga vita, perché egli si scontrò di nuovo con i Moghul solo un mese dopo. Questa seconda volta, il campo di battaglia fu a Panipat, non lontano da dove, 30 anni prima, Bābur aveva vinto contro Ibrāhīm Lōdī.
La sconfitta di Tardī Beg a Ṭughlāqābād non fu ben accolta dai Moghul, ed egli fu fatto giustiziare poco dopo dal Reggente Bayram Khān.